# 太焦高速铁路
太焦高速铁路是太原至焦作的高速铁路，在焦作与既有鄭焦城際鐵路相接，2016年10月21日开工建设，2020年12月12日开通运营。正线长度约358.8公里，其中山西境内325.4公里，河南境内33.41公里，设计时速250公里/小时，设计运输能力4000万人/年。开通后郑州至太原最短2小时24分即可到达。
太焦高铁是河南米字形快速铁路郑州至太原的重要组成部分，是中国重要的南北运输通道。建成后，不仅联通太原和中原两个城市群，还可形成呼和浩特至大同至太原至郑州快速客运通道，大大缩短山西、蒙西等地与中东部地区的时空距离，进一步增强山西、蒙西与中南、华东地区间的联系。

## 车站设置
太焦高速铁路设太原南、新鸣李、晋中、太谷东、榆社西、武乡、襄垣东、长治东、长治南、高平东、晋城东、焦作西及焦作13个车站。

## 建设进度
2016年6月16日，太焦高铁山西段在山西省晋城市高平市神龙镇破土动工。
2016年10月21日，太焦高铁河南段开工动员大会在焦作市博爱县建设工地举行，标志着太焦高铁全线开始动工。
2018年7月20日，黄麓坡隧道正式贯通，是太焦高铁晋城市境内段首条贯通的隧道。黄麓坡隧道位于泽州县境内，全长697米，最大埋深达到41米，隧道正洞穿越地区地形起伏和地质条件变化较大。
2018年7月25日，重达736.7吨首榀箱梁架设完成，标志着太焦高铁九标段开始由线下施工转为线上施工。
2018年8月23日，大岗隧道正式贯通，是高平市境内段首条贯通的隧道。该隧道位于高平市三甲镇内，隧道全长735米，净高8.37米，地质为老黄土、新黄土、泥岩、砂岩、石灰岩。
2019年1月18日，太焦高速铁路全线控制性工程神农隧道贯通。6月16日，河南段首榀箱梁在焦作市博爱县完成架设，标志着河南段正式进入架梁施工阶段。9月26日，太焦高速铁路全线正式进入铺轨阶段。
2020年5月13日，河南段全部箱梁架设完成，标志着太焦高速铁路全线桥梁架设完成。5月17日，太谷隧道全隧贯通，标志着太焦高速铁路隧道全部贯通。7月25日，河南段全线铺轨完成，标志着太焦高速铁路全线铺轨完成。8月30日，引入太原枢纽施工改造完成，标志着太焦高铁线路主体施工全部完成。9月14日，郑太高速铁路山西段进入热滑试验阶段。9月23日，郑太高速铁路太原局管段开始联调联试。9月26日，太焦高速铁路（郑州局管段）开始联调联试。11月9日，太焦高速铁路正式进入试运行阶段。11月20日，太焦高速铁路全线正式开始按图试运行。12月12日，太焦高速铁路开通运营，标志着郑太高速铁路全线建成通车（太焦高速铁路焦作站至鸣李站纳入郑太高速铁路焦太段）。

## 相关铁路
- 太焦铁路，1979年4月开通
- 郑焦城际铁路，2015年6月开通